# Pantoporia novahibernica
Pantoporia novahibernica är en fjärilsart som beskrevs av John Nevill Eliot 1969. Pantoporia novahibernica ingår i släktet Pantoporia och familjen praktfjärilar. Inga underarter finns listade i Catalogue of Life.